# Donnie Yen
Donnie Yen (Kanton, 27 juli 1963), ook bekend als Yen Ji-dan (甄子丹), is een acteur, stuntman, regisseur en martial artist uit Hongkong.

## Biografie

### Jeugd
Yen werd geboren in de Chinese stad Kanton, maar verhuisde op tweejarige leeftijd met zijn gezin naar Hongkong en negen jaar later naar Boston in de Verenigde Staten. Zijn moeder Bow-sim Mark (麥寶嬋) was een tai chi-grootmeester en zijn vader Klyster Yen (甄雲龍) was een krantenredacteur. Hij heeft een jongere zus, Chris Yen, die eveneens acteert en aan vechtkunst doet.
Onder impuls van zijn moeder verdiepte hij zich op jonge leeftijd in vechtkunst en begon hij te experimenteren met verschillende stijlen, waaronder tai chi en andere traditionele Chinese vechtkunsten. Op negenjarige leeftijd begon hij met karate. Enkele jaren later leerde hij ook Wushu. Omdat zijn ouders vreesden dat hij te veel rondhing in de Combat Zone, een gevaarlijke uitgaansbuurt in Boston, werd hij naar Peking gestuurd om er zich aan te sluiten bij het Wushu-team. In zijn tienerjaren leerde hij ook taekwondo.

### Filmcarrière
In 1983 begon Yen zijn filmcarrière als stuntman in de film Shaolin Drunkard. Een jaar later had hij zijn eerste acteerrol in Drunken Tai Chi. Zijn doorbraak kwam er begin jaren 1990 met de film Once Upon a Time in China II (1992), waarin hij Generaal Nap-lan vertolkte en een vechtscène had met collega Jet Li. Een jaar later vertolkte hij de hoofdrol in Iron Monkey. In de jaren 1990 speelde Yen ook het hoofdpersonage Chen Zen in de tv-serie Fist of Fury, dat gebaseerd was op de gelijknamige filmklassieker uit 1972. In 2010 kroop hij opnieuw in de huid van Zen voor de film Legend of the Fist: The Return of Chen Zhen.
In 1998 maakte hij zijn regiedebuut met Legend of the Wolf. Daarnaast had hij ook kleine rollen in Amerikaanse producties Highlander: Endgame (2000) en Blade II (2002), waarvoor hij ook de vechtscènes choreografeerde.
In 2002 acteerde hij opnieuw aan de zijde van Li, ditmaal in de film Hero, die genomineerd werd voor de Oscar voor beste buitenlandse film. Een jaar later werkte hij met Jackie Chan samen aan Shanghai Knights.
In 2008 vertolkte hij Yip Man, de Wing Chun-meester van onder meer Bruce Lee, in de gedeeltelijk biografische film Ip Man. De film werd een financieel succes, waardoor Yen het personage ook vertolkte in de sequels Ip Man 2 (2010), Ip Man 3 (2015), en Ip Man 4: The Finale (2019).
In juli 2015 werd Yen gecast in Rogue One: A Star Wars Story (2016).

## Filmografie

### Films
| - Shaolin Drunkard (1983) - Drunken Tai Chi (1984) - Mismatched Couples (1985) - Tiger Cage (1988) - In the Line of Duty 4: Witness (1989) - Tiger Cage 2 (1990) - Holy Virgin vs. the Evil Dead (1991) - Crystal Hunt (1991) - Cheetah on Fire (1992) - Once Upon a Time in China II (1992) - New Dragon Gate Inn (1992) - Iron Monkey (1993) - Butterfly and Sword (1993) - Hero Among Heroes (1993) - Wing Chun (1994) - Circus Kid (1994) - Iron Monkey 2 (1995) - The Saint of Gamblers (1995) - Satan Returns (1996) - Legend of the Wolf (1997) - High Voltage (1997) - Black Rose 2 (1997) - Ballistic Kiss (1998) - Shanghai Affairs (1998) |  | - City of Darkness (1999) - Moonlight Express (1999) - Highlander: Endgame (2000) - The Princess Blade (2001) - Blade II (2002) - Hero (1983) - Shanghai Knights (2003) - The Twins Effect (2004) - Protégé de la Rose Noire (2004) - Love on the Rocks (2004) - SPL: Sha Po Lang (2005) - Seven Swords (2005) - Stormbreaker (2006) - Dragon Tiger Gate (2006) - Flash Point (2007) - An Empress and the Warriors (2008) - Painted Skin (2008) - Ip Man (2008) - All's Well, Ends Well 2009 (2009) - The Founding of a Republic (2009) - Bodyguards and Assassins (2009) - 14 Blades (2010) - Ip Man 2 (2010) - Legend of the Fist: The Return of Chen Zhen (2010) |  | - All's Well, Ends Well 2011 (2011) - The Lost Bladesman (2011) - Wu Xia (2011) - All's Well, Ends Well 2012 (2012) - Together (2013) - Special ID (2013) - Golden Chicken 3 (2014) - The Monkey King (2014) - Iceman (2014) - Kung Fu Jungle (2014) - An Inspector Calls (2015) - Ip Man 3 (2015) - Rogue One: A Star Wars Story (2016) - xXx: Return of Xander Cage (2017) - Ip Man 4: The Finale (2019) - John Wick: Chapter 4 (2023) |